# (467006) 2016 CC90
(467006) 2016 CC90 es un asteroide perteneciente al cinturón de asteroides, descubierto el 25 de octubre de 2005 por el equipo del Spacewatch desde el Observatorio Nacional de Kitt Peak, Arizona, Estados Unidos.

## Designación y nombre
Designado provisionalmente como 2016 CC90.

## Características orbitales
2016 CC90 está situado a una distancia media del Sol de 2,758 ua, pudiendo alejarse hasta 3,136 ua y acercarse hasta 2,380 ua. Su excentricidad es 0,136 y la inclinación orbital 12,76 grados. Emplea 1673,49 días en completar una órbita alrededor del Sol.

## Características físicas
La magnitud absoluta de 2016 CC90 es 17,3.